# マラガ大学
マラガ大学（スペイン語: Universidad de Málaga）は、スペイン・アンダルシア州マラガ県マラガにある公立大学。略称はUMA。1972年に設立された。2016年には約3万人の学部生、約2,500人の大学院生が学んでいる。

## 歴史
フランコ体制下のスペインでは大学の設立が制限されていたが、フランコ体制末期の1968年にはマラガへの大学の設立を模索する団体が設立された。ヨーロッパの人口30万人を有する都市としては、大学を持たない唯一の都市がマラガであった。1928年に設立されたマラガ工科学校、教員養成学校、経済学校などを統合する形をとり、1972年8月18日の勅令によって公式にマラガ大学が設立された。開学当初は経済学部、経営学部、医学部のみであり、エル・エヒド・キャンパスに加えて市内のいくつかの施設で講義を行った。その後あらゆる学問分野の専攻を有するように規模を拡大し、テアティーノス・キャンパスが開設された。

## キャンパス

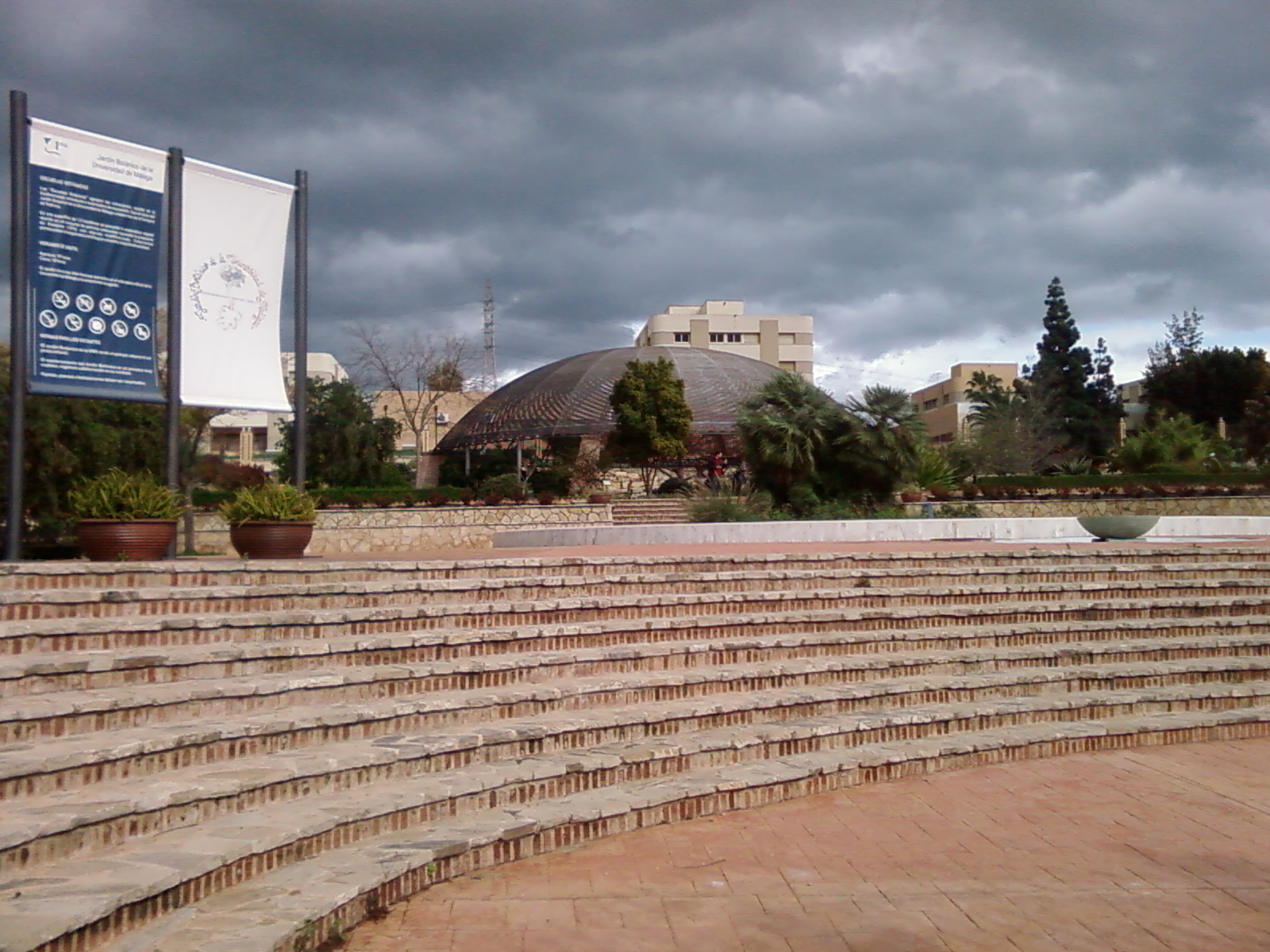
マラガ大学植物園

マラガ大学はマラガ市内に2つのキャンパスを有し、エル・エヒド・キャンパスとテアティーノス・キャンパスからなる。
エル・エヒド・キャンパスはマラガの中心市街地に位置し、経済学部、建築学部、芸術学部などがあるが、テアティーノス・キャンパスより学生数は少ない。450人を収容できる大学講堂があり、各学年の開学式や経営会議などが開催される。
テアティーノス・キャンパスはアンダルシア州有数の規模を持つ大学キャンパスであり、工学部、通信工学部、産業工学部、コンピュータ工学部、医学部、心理学部、理学部、人文学部、芸術学部、教育学部、経営学部、法学部、社会福祉学部、観光学部など多くの学部がある。また大学図書館、出版部門、研究機関、附属幼稚園、スポーツ施設、植物園などもテアティーノス・キャンパスにある。

## 学部
マラガ大学にはあらゆる学問分野の専攻があり、65の分野の学士号、64の分野の修士号、21の分野の博士号を提供している。
- 工学部
- 建築学部
- 通信工学部
- 産業工学部
- コンピュータ工学部
- 健康科学部
- 医学部
- 心理学部
- 理学部

- 芸術学部
- 人文学部
- 社会学部
- 教育学部
- 経済学部
- 経営学部
- 法学部
- 社会福祉学部
- 観光学部